# Gat de cua fina
El gat de cua fina (Schroederichthys maculatus) és una espècie de peix de la família dels esciliorrínids i de l'ordre dels carcariniformes.
Els adults poden assolir 33 cm de longitud total. És ovípar. Menja peixos osteïctis i cefalòpodes. És un peix marí que viu entre 190-412 m de fondària a l'Atlàntic occidental central d'Hondures i Nicaragua.